# Cold calling
Cold calling – praktyka kontaktowania się, zazwyczaj telefonicznego, z nieznajomą i niespodziewającą się tego osobą. Jest to np. kontakt handlowca z potencjalnym klientem w celu zaproponowania produktu lub usługi. Termin ten oznacza nie tylko kontakty w celach sprzedażowych – odnosi się do wszystkich sytuacji, w których jedna osoba kontaktuje się z innymi osobami lub organizacjami wcześniej z nią niezwiązanymi.
Pojęcie cold calling nie ogranicza się tylko do komunikacji telefonicznej, ale używane jest także w przypadku kontaktowania się za pomocą faksu lub twarzą w twarz. W przypadku poczty elektronicznej przekaz ten nazywany jest cold email.